# Cockerelliella meghalayensis
Cockerelliella meghalayensis là một loài côn trùng cánh nửa trong họ Aleyrodidae, phân họ Aleyrodinae.
Cockerelliella meghalayensis được Sundararaj & David miêu tả khoa học đầu tiên năm 1992.